# Линейни кораби тип „Еспаня“
Еспаня (на испански: España) са серия испански линейни кораби. Те са създадени в рамките на програмата за възстановяване на флота след Испано-американската война и се строят според разработен във Великобритания проект. Всичко в периода 1909 – 1921 г. са построени три кораба от този типа, които стават и единствения тип дредноути на въоръжение във ВМС на Испания, а също така са и най-малките дредноути в историята. Главният кораб на типа, „Еспаня“, е загубен в хода на Рифската война, през 1923 г., като се натъква на плитчина и потъва при бреговете на Мароко. В годините на Гражданската война, двата останали в строй линкора се оказват на противници и двата, в хода на войната, са загубени. „Алфонсо XIII“ потъва, натъквайки се на поставена от своите сили мина, а „Хайме I“ потъва по време на престой в ремонт, в резултат на пожар и последващ след това взрив на артилерийските погреби.
Най-компактните в света дредноути, техните размери са определени от размерите на съществуващите в Испания сухи докове.

## Конструкция
За отказа от концепцията за „колониален“ кораб, с голяма далечина на плаване, изиграва своята роля поражението във войната със САЩ, след която Испания се лишава практически от всичките свои отвъдморски територии. Насоката на проекта към бреговата отбрана също се обуславя и от общата слабост на испанската икономика. Като отправна точка за проектирането е взет японският броненосец „Микаса“, който е построен от английската фирма „Викерс“.

### Корпус
Нормалната водоизместимост съставя 15 800 т. Максималната дължина съставя 139,9 м. Ширината на корпуса е 23,8 м, а газенето при нормална водоизместимост по носа е 7,7 м.
Екипаж: 854 души.

### Брониране
Бронята е круповска британско производство.
Главният брониран пояс е с дебелина 229 мм (203 мм ) и защитава водолинията до нивото на главната палуба, по краищата той изтънява до 102 мм. Горният пояс е дебел 152 мм.
Стените на всички кули на главния калибър имат дебелина 234-мм (203). Покривите им са с дебелина 76 мм. Барбетите на кулите са с дебелина 254 мм.
Бронираната палуба е 38 мм, бойната рубка − 254 мм. Казематите на противоминната артилерия имат дебелина от 76 мм.
Противоторпедните прегради са непрекъснати между крайните барбети. Тяхната дебелина е 38 мм.

### Въоръжение
Линейните кораби от типа „Еспаня“ имат по осем 305-мм/50 Vickers Mk H. оръдия за главен калибър в четири двуоръдейни кули. Боекомплектът им се състои от 640 снаряда (бронебойни, полубронебойни, фугасни) за 305-мм оръдия (по 80 снарядов на ствол). Във военно време количеството на снарядите нараства до 172 изстрела на кула. Максималният ъгъл на възвишение на оръдията е 15°. При ъгъл на възвишение от 14°36' далечината на стрелба на оръдията съставлява 20 000 м със снаряд с тегло от 385,55 кг; в точката им на падане той е със следните параметри: скорост 384 м/с, ъгъл 25°7', време в полет 37,25 с. За „Еспаня“ фирмата „Викерс“ напълно препроектира оръдието, и вече то по малко напомня и Mark XI, и Mark XII.
Противоминната артилерия се състои от двадесет 102 мм оръдия с дължина на канала на ствола от 50 калибра. Те изстрелват снарядите с тегло 14,1 кг с начална скорост от 873 м/сек на далечина до 58 кабелтови със скорострелност до 8 изстрела в минута.
Всички кораби имат по две 47-мм салютни оръдия „Викерс“ с боекомплект 400 изстрела. Оръдията могат да се използват като учебни, за това задвижващите им механизми за вертикално насочване могат твърдо да се съединяват със съответстващите механизми на оръдията на главния калибър в кули № 1 и 4.

### Силова установка

#### Главна енергетична установка
Главната енергетична установка включва в себе си два комплекта турбини „Парсънс“ с директно предаване към четирите гребни вала, въртящи четирите трилопастни гребни винта. Всеки комплект турбини се състои от турбина високо налягане за преден и заден ход и от турбини ниско налягане за преден и заден ход.
Номиналната мощност на силовата установка съставлява 15 500 к.с. (20 000 КВата), което трябва да осигурява скорост от 19,5 възела.
В котелните отделения са разположени дванадесет водотръбни котела тип „Яроу“, компоновани в две котелни отделения по три в ред. Те произвеждат пара под налягане 16,5 кг/см².

#### Далечина на плаване
Гориво: нормален запас въглища: 1020 тона; пълен запас: 1985 тона.
Проектната далечина на плаване при 10-възлова скорост е 7500 мили.
Фактическата далечина на плаване съставя 6000 – 6300 морски мили на ход от 10 възела.

## Представители
Всички линкори от типа загиват.
На 23 август „Еспаня“ попада в силна мъгла, и при нос Форцас засяда на камъни. Всички опити да се свали кораба не се увенчават с успех. Единствено са демонтирани кулите на главния калибър, които впоследствие са поставени на крайбрежните скали за защита на порт Картахена.
Двата други дредноута загиват по време на гражданската война. Реалиите на войны се заключват в това, че „систършиповете“ се оказват от двете страни на барикадите. Един от тях воюва на страната на метежниците, и през април 1937 г. потъва от мина, от която детонират погребите му. Корабът, даже след наистина чудовищния взрив, се намира над водата още 45 минути, за това се спасяват над 600 души от неговия екипаж. Вторият, останал верен на републиканците, през юни 1937 г. потъва от вътрешен взрив направо в главната база (загиват 80 матроса). След края на войната той, постепенно, е разкомплектован за метал.
| Название                                          | Корабостроителница                                | Заложен             | Спускане на вода     | Примане на въоръжение | Съдба                                          |
| ------------------------------------------------- | ------------------------------------------------- | ------------------- | -------------------- | --------------------- | ---------------------------------------------- |
| „Еспаня“ „España“                                 | Sociedad Espanola de Construccion Naval във Ферол | 5 февруари 1909 г.  | 5 февруари 1912 г.   | 23 октомври 1913 г.   | потъва на плитчина на 26 август 1923 г.        |
| „Алфонсо XIII“ „Alfonso XIII“ / „Еспаня“ „España“ | STT във Ферол                                     | 23 февруари 1910 г. | 7 май 1913 г.        | 16 август 1915 г.     | потопен от мина на 30 април 1937 г.            |
| Хайме I „Jaime I“                                 | STT във Ферол                                     | 5 февруари 1912 г.  | 21 септември 1914 г. | 20 декември 1921 г.   | потъва от взрив на погребите на 17 юни 1937 г. |